# Hans Uldall
Hans Uldall (* 18. November 1903 in Flensburg; † 4. Oktober 1983 in Coburg) war ein deutscher Komponist und Dirigent.

## Leben
Uldall studierte ab 1923 Komposition bei Hugo Kaun in Berlin und an der Preußischen Akademie der Künste bei Georg Schumann. Ab September 1927 studierte er Dirigieren für die Kapellmeisterlaufbahn am Stern’schen Konservatorium in Berlin bei Rudolf Groß (Gross). Zusätzlich studierte er auch Musikwissenschaften in Berlin und Marburg, wo er 1928 mit einer Arbeit über Das Klavierkonzert der Berliner Schule und ihres Führers Ph. E. Bach promoviert wurde, erschienen bei Breitkopf & Härtel in Leipzig. Im gleichen Jahr veröffentlichte er in der Zeitschrift für Musikwissenschaft Beiträge zur Frühgeschichte des Klavierkonzerts. Weitere Beiträge veröffentlichte er in der Monatsschrift Die Musik, Berlin. Uldall schloss sich angeblich in Berlin im Jahr 1928 der NSDAP an, seine Aufnahme erfolgte aber erst Juli 1932 (Mitgliedsnummer 1.077.653). Uldall stellte sich in den Dienst der nationalsozialistischen Propaganda und forderte von den Musikhochschulen, dass sie aus dem romantischen Weltfremdling einen soldatischen Menschen machen, der mit dem Schwert gleich gut wie mit der Leier umzugehen weiß.

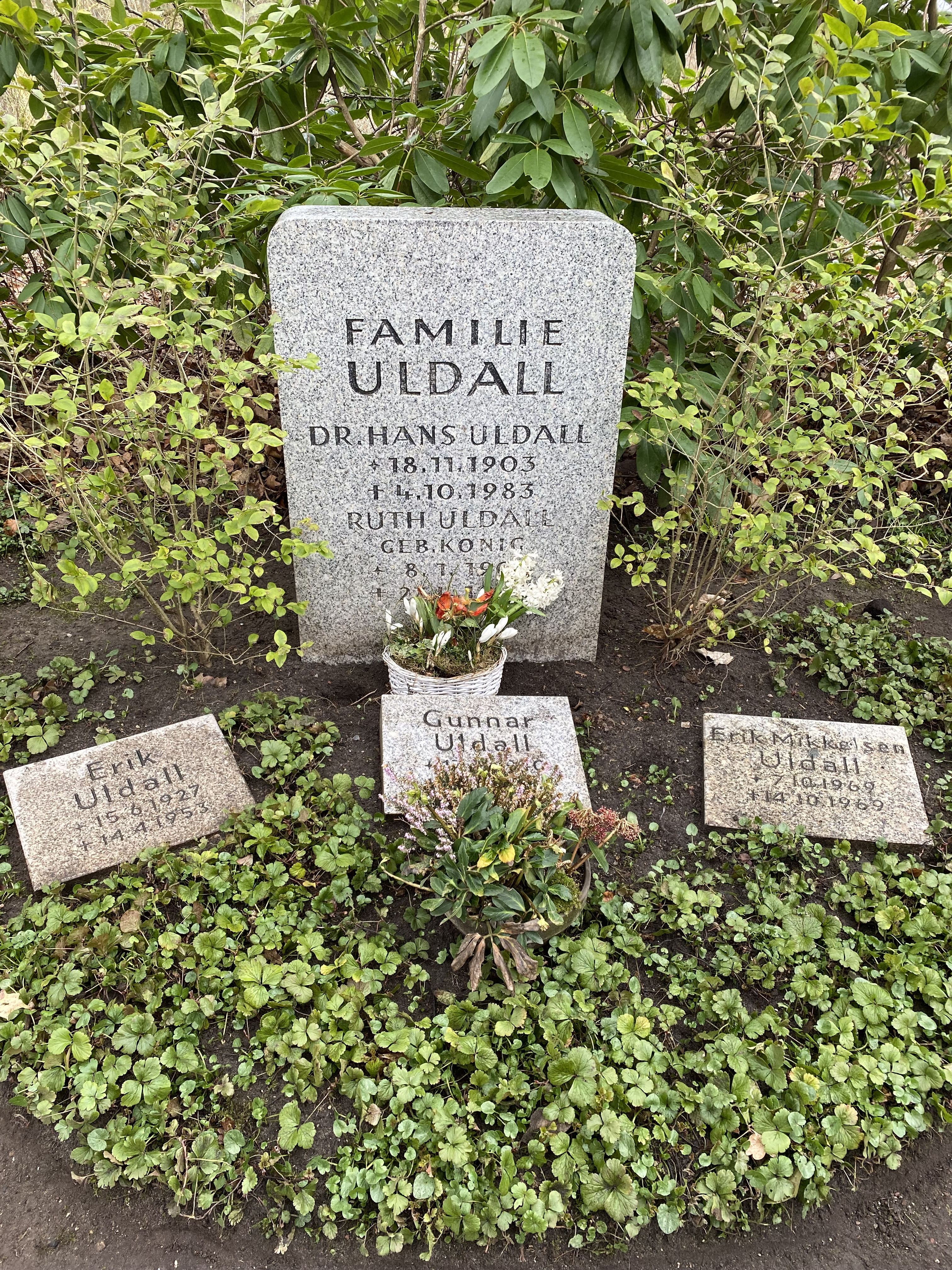
Familiengrabstätte auf dem Waldfriedhof Wohldorf

Er wirkte als Kapellmeister 1928/29 in Meiningen und 1930 in Gera. In den Jahren 1931 und 1932 war er Musikkonsulent beim Dänischen Staatsrundfunk in Kopenhagen. 1933 kehrte er nach Deutschland zurück, um ab Mitte Februar 1933 bis 1941 als Musikreferent und Leiter des Chores am Hamburger Rundfunk tätig zu sein.
Von 1948 bis 1959 arbeitete er als freischaffender Komponist für den NWDR und den NDR. Er schrieb Volksmusiksätze, Bläsermusiken, geistliche und weltliche Chorwerke, u. a. Arbeit, Du Herz der Zeit (Hymne für Männerchor und Blasorchester), Orgelwerke, Kammermusik, Orchesterwerke (Hamburger Humoresken, um 1938; Hansische Festmusik, 1941), Hörspielmusiken, eine heitere Oper in einem Akt Das Dreinarrenspiel mit Text von Walter Gättke, eine Ballettmusik Sternbild der Venus. Die Uraufführung seiner Oper Das Dreinarrenspiel fand in der Spielzeit 1941/42 am 22. November 1941 am Landestheater Braunschweig statt. Uldalls Hamburger Humoresken wurden im August 1952 unter Uldalls Leitung vom Hamburger Symphonieorchester bei den sonntäglichen Sommerkonzerten im Hamburger Park Planten un Blomen aufgeführt.
Hans Uldall wurde in der Familiengrabstätte auf dem Hamburger Waldfriedhof Wohldorf beigesetzt.
Sein Sohn Gunnar war von 2001 bis 2008 Wirtschaftssenator der Freien und Hansestadt Hamburg.

## Schriften (Auswahl)
- Hans Uldall: Weltanschauliche Grundlagen einer neuen Musik. In: Die Musik[13], 29. Jg., 2. Hj, 1937, S. 673–675[14]
- Hans Uldall: Die neue Volksmusik. In: Die Musik, 30. Jg., 1. Hj, 1937–1938, S. 73
- Erinnerungen. Unveröffentlicht, maschinenschriftliches Typoskript in der Dänischen Zentralbibliothek für Südschleswig, Flensburg.